# Беладзе Юрій Юханович
Беладзе Юрій Юханович (22 лютого 1939, Запоріжжя — 16 червня 2017, Запоріжжя) — заслужений тренер України, заслужений працівник фізичної культури і спорту України, суддя міжнародної категорії олімпійського боксу, член президії Федерації боксу України, віце-президент Запорізької обласної федерації боксу, засновник і директор ДЮСК «Бойові рукавички».

## Біографія
Юрій Юханович Беладзе народився 22 лютого 1939 року в м. Запоріжжя. Його батьки були родом з Північного Іраку, у 1922 році переїхали до Сухумі, а згодом до Олександрівська (нині м. Запоріжжя). Сім'я була багатодітна, дитинство було нелегким, припало на період війни. У спортивну школу молоді Юрія в 14-літньому віці привів старший брат Барчам. Щоправда перші уроки боксу він отримав у вчителя фізкультури Олександра Васильовича Шумейка, який організував у школі секцію боксу. Минув лише рік і Юрій завоював титул чемпіона області серед юнаків, а ще три роки по тому відзначив свій дебют на дорослому рингу золотою медаллю першості України ДСТ «Спартак».
Підвищувати свою майстерність Юрій поїхав до Ленінградського технікуму фізкультури. Там він займався під керівництвом заслуженого тренера Росії Валентина Скотникова, але не менше значення для формування боксера мало спілкування з видатними майстрами рингу. Виступаючи у ваговій категорії до 54 кг, Беладзе ходив у призерах Ленінграду, а під час служби в Одеському військовому окрузі вигравав його першість.
Закінчивши Ленінградську школу тренерів, Ю. Беладзе повернувся до рідного міста. У 1962 році створив секцію боксу в спортивному товаристві «Локомотив» при Запорізькому електровозоремонтному заводі. Кістяк її склали учні залізничного училища та молоді працівники підприємства. Незабаром бокс став настільки популярним на заводі, що на прохання робітників довелося організовувати ще й секцію для їхніх дітей. Вихованці різних поколінь поза очі називали його «батьком».
У 1976 році за його ініціативи в Запоріжжі створили школу боксу «Бойові рукавички», яка дала путівку у великий спорт цілій плеяді спроможних боксерів — переможців міжнародних турнірів, чемпіонів колишнього СРСР та України. За роки своєї тренерської діяльності Юрій Беладзе підготував та виховав 26 майстрів спорту, в тому числі і двох майстрів спорту міжнародного класу. Понад 30 років, завдячуючи йому, у Запоріжжі проводиться міжнародний турнір пам'яті Героя Радянського Союзу Миколи Яценка.
За роки своєї тренерської діяльності Юрій Беладзе вніс вагомий внесок у розвиток не лише запорізького, а й українського боксу загалом. Він заслужений працівник фізичної культури та спорту України, заслужений тренер України, арбітр міжнародної категорії АІВА, член президії федерації боксу України, віце-президент Запорізької обласної федерації боксу, директор ДЮСК «Бойові рукавички», обирався депутатом Жовтневої (нині Олександрівської) районної ради м. Запоріжжя. Підготував понад 30 майстрів спорту, зокрема двох майстрів спорту міжнародного класу. Його вихованці — яскраві боксери України: Олександр Самонін, Олег Южаков, Віталій Тетеркін, Віталій та Віктор Мяснянкіни, Олександр Ярошенко, Віталій Русаль.
У 2010 році Ю. Бєладзе став Почесним громадянином Запоріжжя.
Помер 16 червня 2017 в м. Запоріжжя.

## Нагороди
- Заслужений працівник фізичної культури і спорту України
- Заслужений тренер України
- Почесний громадянин Запоріжжя (2010).[9]

## Вшанування пам'яті
2018 р. у Запоріжжі відкрився перший Меморіальний турнір з боксу, присвячений пам'яті заслуженого працівника фізичної культури та спорту України, заслуженого тренера України, почесного громадянина міста Юрія Беладзе.